# Ray Parker Jr. with State of the Rhythm
I Ray Parker Jr. with State of the Rhythm sono una tour band Fusion formatasi nel 2002 da un'idea del musicista giapponese Bingo Miki.

## Storia
Nel 2002, il musicista giapponese Bingo Miki, qui in veste di produttore, dà al chitarrista statunitense Ray Parker Jr. la possibilità di formare una tour band avvalendosi di alcuni dei migliori musicisti giapponesi del periodo: il tastierista Mickie Yoshino, il batterista Shuichi “PONTA” Murakami, il percussionista Nobu Saito e il sassofonista Masato Honda. Accompagnato dall'amico Paul Jackson, bassista di una delle formazioni storiche di Herbie Hancock, Parker fonda gli State Of The Rhyhtm, gruppo intento a ripercorrere alcune delle tappe più importanti del genere Jazz/Funk in voga negli anni ‘70, naturalmente con quel pizzico di caribbean sound a lui tanto caro, come dimostrerà anche nel successivo album I'm Free! (2006).
Il tour, tenutosi durante il mese di maggio del 2002, ha visto la band esibirsi in alcuni club storici del Giappone, fra cui il Mikayla e il Club Città di Kawasaki. Dalle registrazioni effettuate durante quest'ultimo concerto, Bingo Miki e Nobu Saito hanno deciso di trarre un Compact disc destinato al solo mercato giapponese.

## Formazione
- Ray Parker Jr. - chitarra e voce
- Paul Jackson - basso e voce
- Mickie Yoshino - tastiere
- Shuichi "PONTA" Murakami - batteria
- Nobu Saito - percussioni
- Masato Honda - sassofono

## Discografia
- 2002 – Ray Parker Jr. with State of the Rhythm - (Nippon Crown)